# 人民大道 (新德里)

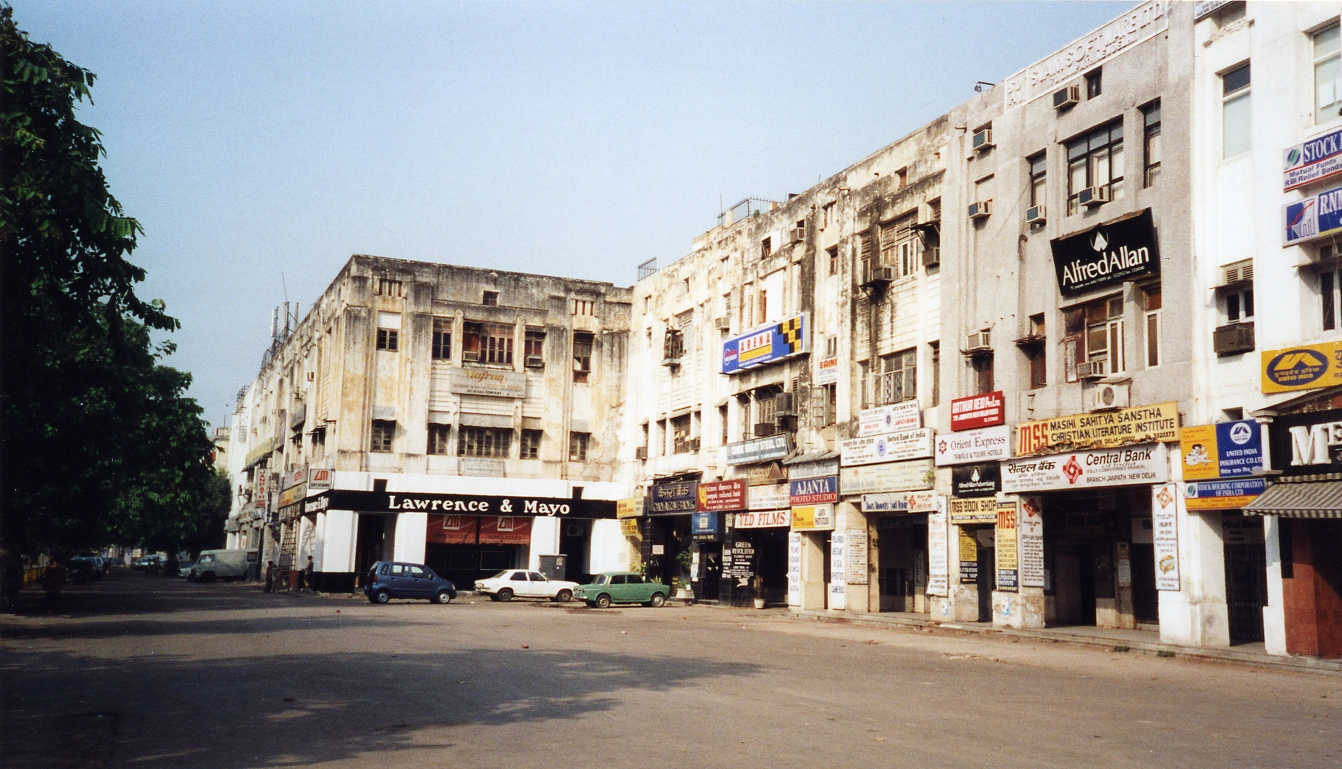

人民大道（天城文: जनपथ, Janpath）是新德里的主要街道之一，南北走向，北起康诺特广场，南到阿卜杜尔·卡拉姆路路口，中间与国王大道等道路相交。它原名王后大道（Queensway），是埃德溫·魯琴斯的德里规划的重要部分，1955年改名现名人民大道。。今天，这条路最热门的地点是人民大道集市，从康诺特广场外圈延伸至温莎广场，长1.5公里，这是购买古董，手工艺品的天堂，还有众多的印度风格的快餐店。
沿街重要建筑包括新德里国家博物馆、英迪拉甘地国立艺术中心、印度国家档案馆、印度国大党总裁官邸。 

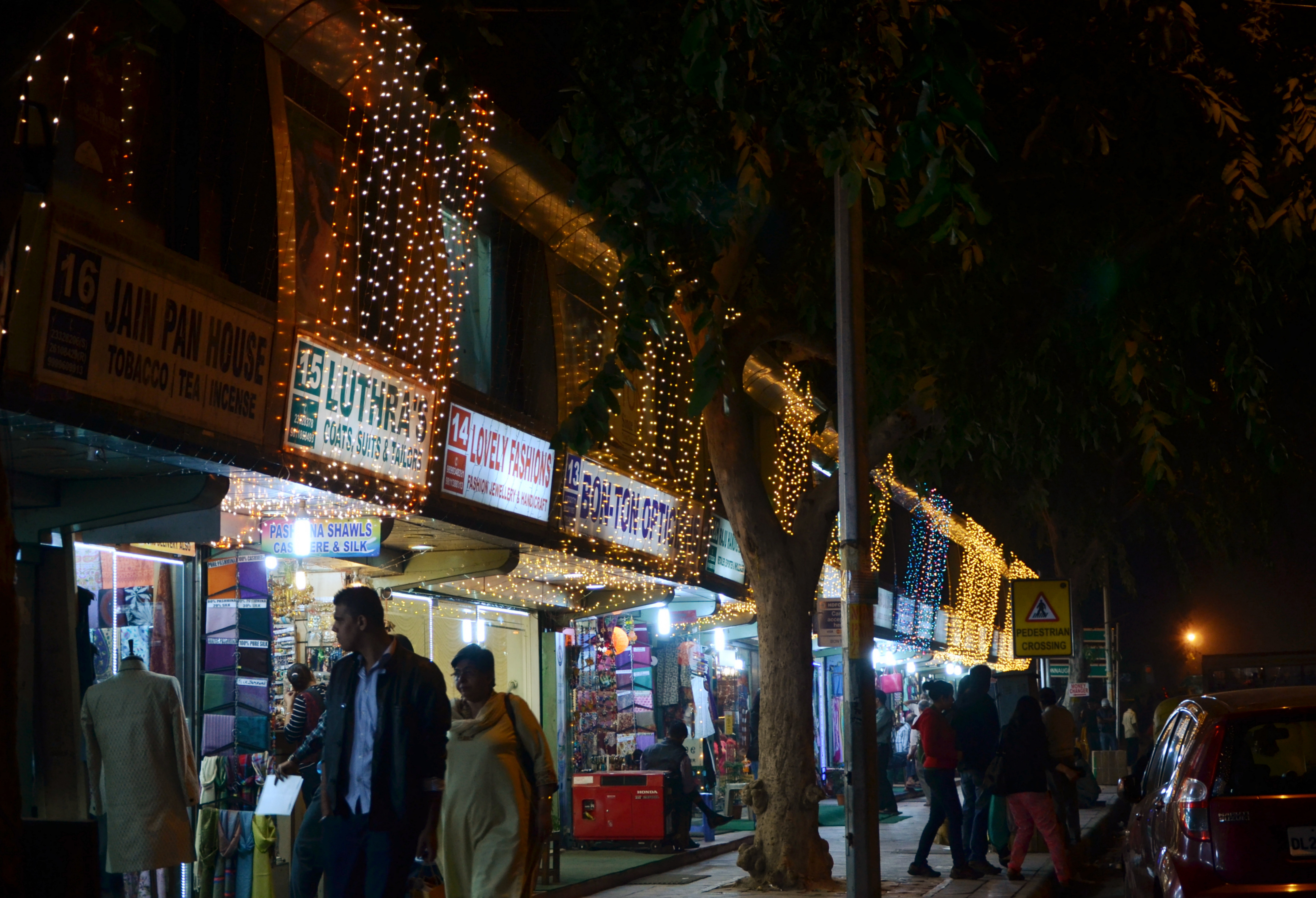
夜景

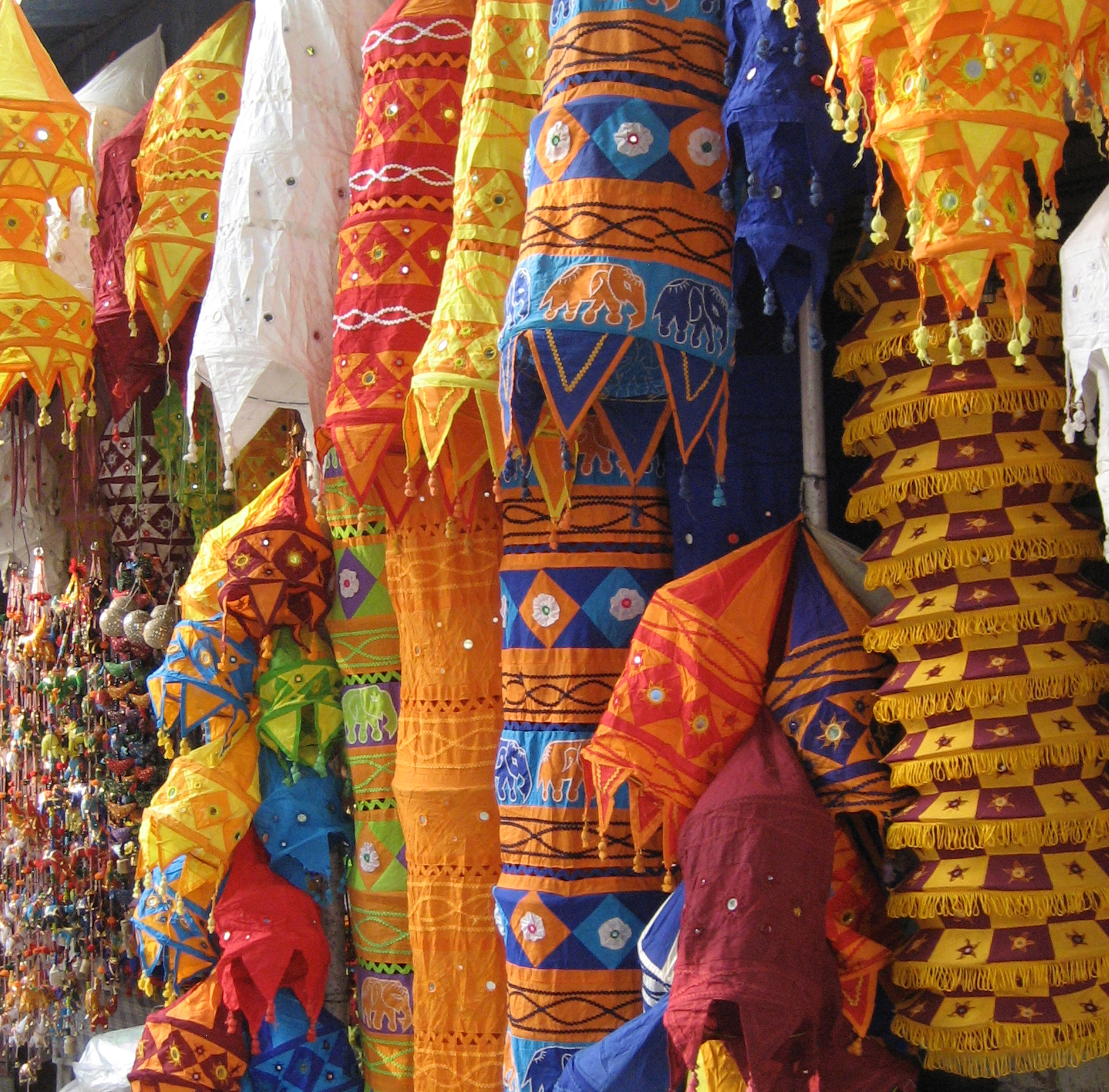